# Pipa (Einheit)
Pipa, auch Pipe, war ein Öl- und Weinmaß in verschiedenen Regionen in Europa.
Verbreitet war das Maß in Deutschland, England, Portugal, Spanien und auch in Südamerika, wie Brasilien. Die Pipa war in Bremen und den Niederlanden mit der Mingel vergleichbar.

## Deutschland
- Danzig, Königsberg: 1 Pipa/Both = 20.180 Pariser Kubikzoll = 410 Liter
- Lübeck, Öl: 1 Pipa = 393,385 Gramm
- Hamburg, Wein: 1 Pipa = 93 bis 100 Stübchen = 192 bis 200 Kannen = 17.495 bis 18.225 Pariser Kubikzoll = 345 bis 362 Liter

## Brasilien
- 1 Pipa = ½ Tonnel = 52 Cantaros = 312 Canhados = 1248 Quartillos = 21.940 Pariser Kubikzoll = 435 Liter

## England
- London: 1 Pipa = ½ Tun (Wein und Branntwein) =1 ½ Punchion = 2 Hogshends = 3 Tierces = 4 Barrel = 7 Kilderkins = 126 Gallons = 252 Pottles = 504 Quarts = 1008 Pints = 28.850 Pariser Kubikzoll = 571 ½ Liter

## Niederlande
In den Niederlanden entsprach die Pipa dem Mingel oder Mengelin. 
- Amsterdam: 2 Mingel = 1 Stoop 
  - Branntwein, Rhein- und Moselweine: 1 Mingel/Pipa = 2 Pinten = 8 Musjes = 61 ½ Pariser Kubikzoll = 1 1/5 Liter
  - Bier: 1 Mingel = 61 ¾ Pariser Kubikzoll = 1 9/40 Liter

## Portugal
- Öl und Wein: 1 Pipa/Bota = ½ Tonnelada = 26 Almudas = 52 Alqueiras = 312 Canhados = 1248 Quartillos = 21.944 Pariser Kubikzoll = 435 Liter

Die Pipa, auch Pipe, war auch ein Volumenmaß für Kohle, besonders Steinkohle.
- 1 Pipa = 10 Baldes = 70 Canastras (Körbe) = 127 Bushel = 3 Chaldrons plus 19 Bushel = 58,5866 Hektoliter
- 48 Alqueires = 6 Fanga = 1 Pipa
- 1 Pipa Steinkohle = 4 ½ Tonneladas wiegt ≈ 4 ½ Tonnelada (á 54 Arrobas = 793,152 Kilogramm)[2]

## Spanien
- Kanarische Inseln
  - Wein: 1 Pipa = 22.156 Pariser Kubikzoll = 439 Liter
- Kastilien, Bota in Cádiz, Málaga, Madrid 
  - Wein: 1 Pipa = 27 Cantaro/große Arrobas = 216 Acumbres = 664 Quartillos = 21.438 Pariser Kubikzoll = 425 Liter
  - Pedro-Yimenes-Wein: 1 Pipa = 22 ½ Arroba = 17.864 Pariser Kubikzoll = 357 Liter
  - Öl: 1 Pipa = 35 Arrobas (klein)/Arrobas menor = 21.700 Pariser Kubikzoll = 430 Liter = 403,27 Gramm (als Gewicht)
- Katalonien
  - Barcelona, Wein, Branntwein: 1 Pipa = 4 Crgas = 48 Cortanes (Arrobas) = 96 Cortarines = 288 Meitadellas = 24.955 Pariser Kubikzoll = 494 ½ Liter
  - Barcelona und Mallorca, Öl: 1 Pipa = 107 Quartanos/Cortas = 448 Quartos = 963 Rotoli = 385,236 Gramm (Gewicht)